# Лекинца (Сату Маре)
Лекинца (рум. Lechința) насеље је у Румунији у округу Сату Маре у општини Калинешти-Оаш. Oпштина се налази на надморској висини од 267 m.

## Становништво
Према подацима из 2002. године у насељу је живело 848 становника, од којих су сви румунске националности.